# 吐哈盆地
吐哈盆地是位于新疆维吾尔自治区东部的一個盆地，行政区划隶属于吐鲁番市和哈密，其南部为依连哈比尔孕山和觉罗塔格山，北部为博格达山和巴里坤山，西起艾维尔沟矿区，东到野马泉，东西长约600千米，南北宽60至
80千米，总面积约5000平方公里，境內有托克逊煤田、吐魯番煤田、鄯善煤田、哈密煤田、沙尔湖煤田、大南湖-梧桐窝子煤田、野马泉煤田和艾维尔沟煤产地。